# آبشار ویکتوریا
۱۷°۵۵′۲۸″ جنوبی ۲۵°۵۱′۲۴″ شرقی / ۱۷٫۹۲۴۴۴°جنوبی ۲۵٫۸۵۶۶۷°شرقی

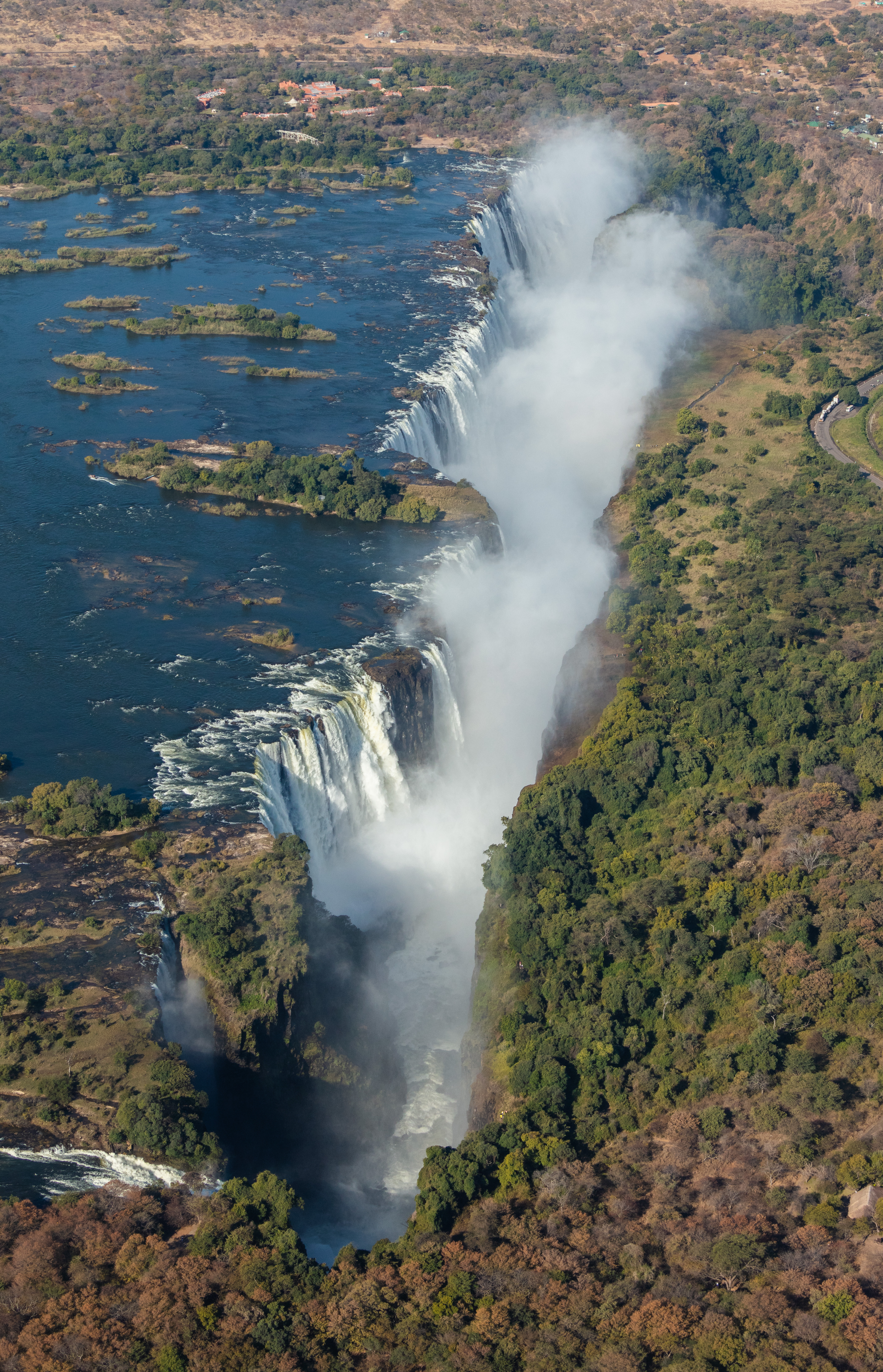
نگاره‌ای هوایی از آبشار ویکتوریا در مرز بین زامبیا و زیمبابوه.

آبشار ویکتوریا آبشاری است طبیعی در جنوب قاره آفریقا که بر روی رودخانه زامبزی و بر روی خط مرزی زامبیا و زیمبابوه قرار گرفته است.
در حالی که این آبشار نه بلندترین و نه عریض‌ترین آبشار جهان است، آبشار ویکتوریا بر اساس عرض مجموع آن ۱۷۰۸ متر (۵۶۰۴ پا) و ارتفاع ۱۰۸ متر (۳۴۵ پا) به‌عنوان بزرگترین صفحه آب در حال سقوط در جهان شناخته می‌شود. ارتفاع آبشار ویکتوریا تقریباً دو برابر آبشار نیاگارا در آمریکای شمالی و دو برابر عرض آن است.

## ریشه نام
دیوید لیوینگستن، کاشف مشهور اسکاتلندی در ۱۶ نوامبر سال ۱۸۵۵ میلادی، اولین کاشف غربی بود که آبشار ویکتوریا را از محلی که امروزه جزیره لیوینگستن نامیده می‌شود و یکی از دو توده زمین میان رودخانه است، مشاهده کرد و آن را به افتخار ملکه ویکتوریا، آبشار ویکتوریا نامید. اما بومیان محل که این آبشار در زبان بومیان منطقه «موسی اوآ تونیا» به معنی «مه خروشان» خوانده می‌شد به استفاده از نام قدیمی ادامه دادند. فهرست میراث جهانی یونسکو هر دو نام را برای این آبشار به‌رسمیت شناخته‌است. لیوینگستن همین‌طور به نام قدیمی آبشار «سئونگو» یا «چونگوه» اشاره کرده که به معنای «مکان رنگین‌کمان» است که در نتیجه پخش شدن آب در هوا  به‌وجود می‌آید
پارک نزدیک آبشار در زامبیا «موسی اوآ تونیا» نامیده می‌شود در حالی که در ساحل زیمبابوه، هم پارک و هم آبشار را «ویکتوریا» می‌گویند.

سراسرنمایی از
ویکتوریا در مرز بین زامبیا و زیمبابوه. آبشار ویکتوریا با ۱۷۰۸ متر عرض و ۱۰۸ متر ارتفاع، عریض‌ترین آبشار دنیا محسوب می‌شود. منبع این آبشار، رود زامبزی است.